# Maureen Moore
Maureen Moore (Wallingford, 12 agosto 1951) è un'attrice e cantante statunitense, nota soprattutto come interprete di musical a Broadway.

## Biografia
La lunga carriera di Maureen Moore l'ha vista ricoprire alcuni dei ruoli più importanti della storia del musical, ma sempre come sostituta di star: di Christine Ebersole in Grey Gardens (2006-2007), di Cindy Lauper nell'Opera da tre soldi (2006), di Bernadette Peters in Gypsy (2003-2004), di Elaine Paige in Sunset Boulevard (1994-1995), di Betty Buckley in Song and Dance (1985-1986).
Dopo aver preso parte al tour statunitense del musical di Stephen Schwartz Godspell, Maureen debutta a Broadway nel 1974 Gypsy, dove interpretava June al fianco di Angela Lansbury nei panni di Rose; nel 2003 Maureen interpreterà Rose a Broadway come sostituta di Bernadette Peters. Nel 1977 si unisce alla compagnia originale del nuovo musical di Cy Coleman, I Love My Wife, nei panni di Cleo. Gli anni successivi la vedono recitare con Ian McKellen nella prima produzione di Broadway del dramma di Peter Shaffer Amadeus, in cui interpreta la giovane moglie di Mozart, Constanze Weber. 
Nel 1981 sostituisce Judy Kaye e Annie McGreevey nel musical The Moony Shapiro Songbook e l'anno successivo interprete Becky in Do Black Patent Leather Shoes Really Reflect Up?. Nel 1985 prende parte alla produzione originale newyorchese del nuovo musical di Andrew Lloyd Webber Song And Dance dove sostituisce prima Bernadette Peters e poi Betty Buckley nel ruolo della protagonista, Emma; nel 1986 collabora per la prima volta con Stephen Sondheim per la prima produzione di Into the Woods, in cui interpreta la Strega. Nel 1988 diventa la seconda Fantine a Broadway nella prima produzione di Les Misérables. 
Nel 1989 entra nel cast di Jerome Robbins' Broadway e nel 1990 interpreta il suo ruolo più noto, la Contessa Charlotte Malcolm nella produzione della New York City Opera di A Little Night Music, un ruolo che interpreterà ancora nel 1991 e nel 1994. Nel 1992 sostituisce Carolee Carmello nel ruolo di Cordelia nel musical Falsettos; nel 1995 recita ancora con Angela Lansbury e Bernadette Peters in Anyone Can Whistle e nello stesso periodo è prima sostituta di Betty Buckley ed Elaine Paige nel ruolo di Norma Desmond nella produzione del musical Sunset Boulevard. Tra il 1998 ed il 2001 collabora con Sam Mendes e Rob Marshall nel nuovo revival newyorchese di Cabaret con Alan Cumming. 
Nel 2003 è la sostituta di Bernadette Peters in Gypsy e nel 2006 sostituisce Cindy Lauper nell'Opera da tre soldi, oltre ad interpretare regolarmente il ruolo di Betty. Nel 2007 sostituisce Christine Ebersole nel duplice ruolo di "Little" Edie Beale ed Edith Bouvier Beale nel musical Grey Gardens.
La Moore ha recitato anche in alcuni film, tra cui Goodbye amore mio! (1977) e Labirinto Mortale (1988).

## Filmografia
- Goodbye amore mio! (The Goodbye Girl), regia di Herbert Ross (1977)